# Anne Hubinger
Anne Hubinger (født. 31. juli 1993 i Ribnitz-Damgarten, Tyskland) er en tysk håndboldspiller som spiller for Thüringer HC i Tyskland og det tyske landshold.